# Frank Percy Smith
Frank Percy Smith (Londra, 12 gennaio 1880 – Londra, 24 marzo 1945) è stato un naturalista, regista e fotografo inglese.
Lavorò per Charles Urban, col quale fu un pioniere nell'uso del time-lapse e della microcinematografia.

## Biografia
Conosciuto come Percy Smith, era figlio di Francis David Smith (1854-1918) e Ada Blaker (1856-?). Nel 1907 sposò Kate Louise Ustonson (1881-1959). 
Iniziò a fotografare i paesaggi naturali che lo circondavano mentre lavorava come impiegato per il British Board of Education. Tuttavia, il suo desiderio di sfruttare le possibilità educative del cinema restò soffocato fino a quando la sua fotografia ravvicinata della lingua di un moscone attirò l'attenzione del produttore cinematografico Charles Urban. 
Successivamente, Smith realizzò le sue prime opere: To Demonstrate How Spiders Fly (1909) e The Acrobatic Fly (1910), prima di unirsi alla "Charles Urban Trading Company" a tempo pieno. Prima dello scoppio della prima guerra mondiale, diresse più di cinquanta film sulla natura per la serie Urban Sciences, tra cui il pionieristico film passo uno The Birth of a Flower (1910).
Smith prestò servizio militare, dal 1916 al 1918, nella Royal Navy come fotografo navale, girando vedute aeree dei campi di battaglia per le forze britanniche e realizzando una serie di film che descrivono battaglie attraverso mappe animate, tra cui Fight for the Dardanelles (1915).
Dopo la guerra lavorò, a partire dal 1922, per la "British Instructional Films" con la serie: "Secrets of Nature" e realizzò la commedia The Bedtime Stories of Archie the Ant (1925). Continuò a lavorare per la BIF negli anni '30 per la serie Secrets of Life, lasciando la regia di film come Magic Myxies e The World in a Wine-Glass (1931) ai suoi colleghi Mary Field e HR Hewer, mentre lui si concentrava sulla fotografia.
Nel 1939 partecipò per la Gran Bretagna alla 7ª Mostra internazionale d'arte cinematografica di Venezia con il cortometraggio The Tough'Un diretto insieme a Mary Field
Morì nella sua casa di Southgate, a Londra, il 24 marzo 1945. La sua morte fu registrata come suicidio per avvelenamento da gas illuminante e fu pubblicata in prima pagina sui tabloid britannici. Come eredità, lasciò 3203 sterline 2 scellini e 6 pence (quasi 140.000 euro attuali).

## Negli altri media
- Una selezione dei suoi film è stata resa disponibile su DVD dal British Film Institute[7].

- Nel 2013, è stato proiettato un documentario della BBC che ripercorreva il lavoro di Smith e tentava di ricreare la sua The Acrobatic Fly[8].

## Filmografia
- To Demonstrate How Spiders Fly (1909)
- The Acrobatic Fly (1910)
- The Birth of a Flower (1910)
- The Strength and Agility of Insects (1911)
- Fight for the Dardanelles (1915)
- The Bedtime Stories of Archie the Ant (1925)
- The Tough'Un (1939)
- Life Cycle of the Maize (1942)
- Life Cycle of the Newt (1942)
- Life Cycle of the Pin Mould (1943)
- Life History of the Onion (1943)